# Klaus Schrodt
Klaus Schrodt (ur. 14 września 1946 w Dieburgu, Niemcy) – niemiecki pilot akrobata. Od 2003 roku startował w serii Red Bull Air Race, przedtem był pilotem lotnictwa cywilnego.